# Aridelus rufiventris
Aridelus rufiventris är en stekelart som beskrevs av Guang Yu Luo och Chen 1994. Aridelus rufiventris ingår i släktet Aridelus och familjen bracksteklar. Inga underarter finns listade.